# Bukolische Dichtung

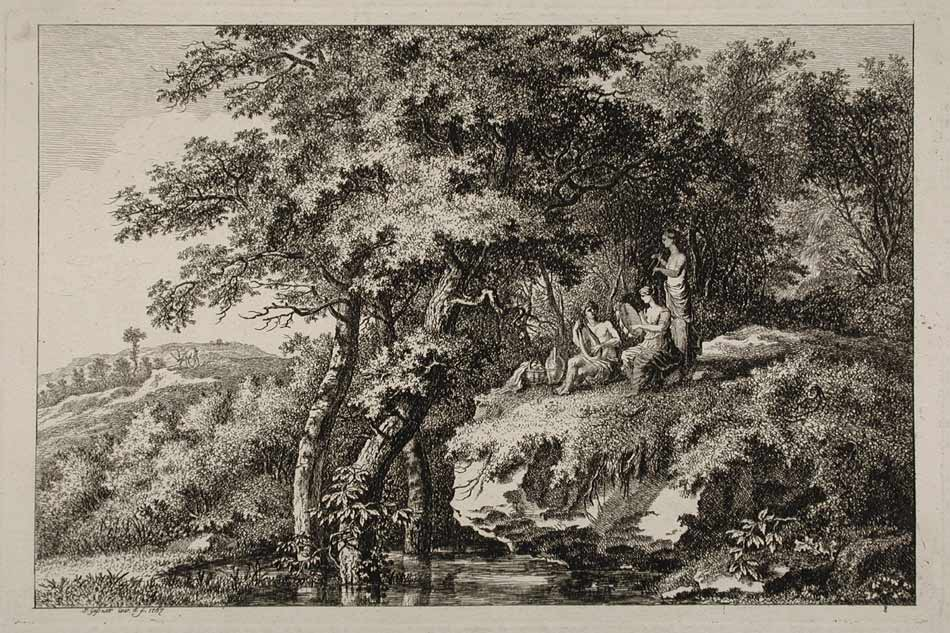
Salomon Gessner, Bukolische Szene (1767)

Bukolische Dichtung (Bukolik, von griechisch βουκόλος boukólos, deutsch ‚Rinderhirte‘) bedeutet „Dichtung, die sich auf das Leben der Rinderhirten (oder, im allgemeineren Sinne, auf Hirten aller Art) bezieht“.

## Geschichte
Die Ursprünge der bukolischen Dichtung sind ungewiss. Die ersten überlieferten bukolischen Gedichte stammen von Theokritos, einem sizilisch-griechischen Dichter der hellenistischen Zeit, der in der ersten Hälfte des 3. Jahrhunderts v. Chr. lebte. Theokritos’ Idyllen (griechisch Eidyllia, wörtlich „kleine Bildchen“) spielen in der Magna Graecia oder auf Kos und zeichnen sich durch einen mitunter kruden Realismus der Darstellung des Hirtenlebens aus. Sie gelten als Ursprung der Bukolik als literarischer Gattung, die sowohl Elemente des Dramas und des Epos enthält: Vom Epos borgt Theokritos das epische Versmaß, den Hexameter. Die einzelnen Gedichte sind oft als Dialoge zweier Hirten aufgebaut, was der bukolischen Dichtung einen dramatischen Charakter verleiht. Als reizvoll galt die Gattung unter anderem aufgrund der Spannung zwischen ihrem heroischen Versmaß und ihrer Beschreibung alltäglicher Szenen einfacher, „unheroischer“ Menschen.
Schon die antiken Gelehrten machten sich Gedanken über den Ursprung der bukolischen Dichtung, den sie auf eine kultische Tradition unter sizilischen Hirten zurückführten. Demnach hätten die sizilischen Hirten musische Wettstreite (Agone) miteinander geführt, auf die sich Theokritos in seinen Dichtungen bezog. Inwiefern diese späteren Herleitungen, die wohl auf den Theokritos-Kommentar des Grammatikers Theon zurückgehen, der zwei Jahrhunderte nach Theokritos schrieb, historisch glaubwürdig sind, ist in der Forschung umstritten. Zwar wird in diesem Zusammenhang auf den Kult des mythischen Hirtenjungen Daphnis auf Sizilien aufmerksam gemacht, der ein Ursprung des bukolischen Kults sein könnte. Daphnis findet parallele Figuren im griechischen Hirtenjungen Adonis sowie der altorientalischen Figur des Tammuz, die über phönizische Einflüsse nach Sizilien gelangt sein könnte. Andere Forscher betonen jedoch den Unterschied zwischen einer vermeintlichen religiös-kultischen Tradition und der literarischen Gattung der Bukolik, wie sie bei Theokritos und späteren Vertretern deutlich wird, und wollen letztere aus ihrer eigenen, poetischen Logik heraus verstehen. Die Mehrheit der Forscher vertritt die literaturimmanente Sichtweise, eine Minderheit verfolgt den eher religionsgeschichtlichen Ansatz.

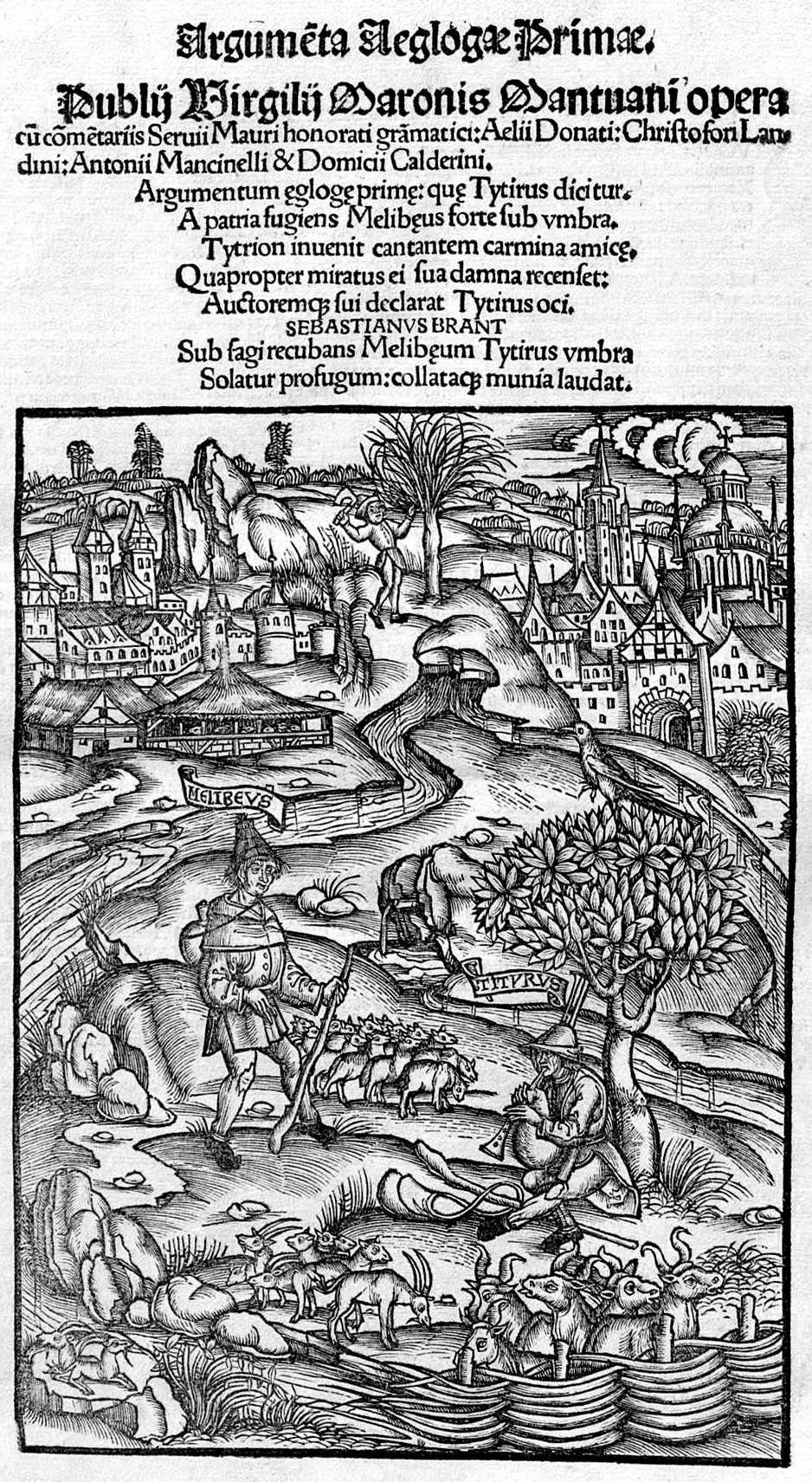
Vergil. 1. Ecloge der Hirtengedichte. Titelbild der Ausgabe Sebastian Brant, Straßburg 1502

Auch Moschos (Mitte 2. Jahrhundert v. Chr.) und Bion von Smyrna (um 100 v. Chr.) schrieben bukolische Gedichte. In der lateinischen Literatur wird die Bukolik von Vergil rezipiert, der den Schauplatz seiner Hirtengedichte (Eklogen) nach Arkadien verlegt. Der Realismus in der Schilderung des Hirtenlebens weicht stellenweise einer Verklärung und Idealisierung desselben als eines (aus der Sicht des Stadtbewohners) idyllischen und sorgenfreien Lebens. Vergils Sichtweise und seine poetischen Techniken haben die europäische nachfolgende Tradition der Gattung maßgeblich geprägt. Spätere Dichter lateinischer Bukolik zur Zeit Kaiser Neros sind Calpurnius Siculus und der anonyme Verfasser der Einsiedler Gedichte. Spätrömische Nachfolger sind Nemesian und Severus Sanctus Endelechius.
Im Zuge der Karolingischen Renaissance tritt Modoinus als Verfasser bukolischer Dichtungen am Hof Kaiser Karls des Großen auf. Im Codex Gaddianus ist ein anonymes Hirtengedicht aus dieser Epoche überliefert (Carmen bucolicum Gaddianum).
Die Bukolik des Renaissance-Humanismus findet bereits in Dante einen wichtigen Vorläufer und in Petrarcas Bucolicum carmen eine erste, noch vielfach unausgereifte Darstellung. Eine bedeutende Erweiterung des bukolischen Personals erfolgt durch den herausragenden Humanisten Jacopo Sannazaro, der in seinen 1526 gedruckten Piscatoriae eclogae erstmals auch Fischer auftreten lässt. Sein wichtigster Beitrag ist jedoch Arcadia (1504), ein Werk, das wegen der Vermischung von Versen und Prosa an der Schwelle zwischen bukolischer Dichtung und Schäferroman steht.
Eine weitere wichtige Weiterentwicklung der bukolischen Dichtung in der Neuzeit stellt die sogenannte Schäferdichtung bzw. Schäferromantik dar. Diese behandelt ebenfalls das ruhige, pastorale Leben der Hirten, wesentlich ist jedoch die Verbindung mit gesellschaftlichen Idealen des Barock. Wichtige Persönlichkeiten wurden unter der „Schäfermaske“ dargestellt und waren nur von Eingeweihten leicht zu erkennen. Ein wesentlicher Vertreter dieser Dichtung ist Friedrich Spee mit seinem lyrischen Hauptwerk Trutznachtigall oder geistlich-poetisch Lustwäldlein. Die Bukolik in Deutschland fand zu einem Höhepunkt in den Schäferdichtungen des Pegnesischen Blumenordens, aus dem Georg Philipp Harsdörffer, Johann Klaj und besonders Sigmund von Birken als Dichter herausragen.
Das Adjektiv bukolisch wird ebenfalls verwendet, um insbesondere Landschaften als idyllisch zu charakterisieren.

## Ausgaben und Übersetzungen
- Harry C. Schnur (Hrsg.): Die Hirtenflöte. Bukolische Dichtungen von Vergil bis Geßner. Aus dem Lateinischen, Englischen, Französischen, Niederländischen und nach dem Polnischen. Nachwort von Rainer Kößling. Kurzbiographien und Anmerkungen von Harry C. Schnur (= Reclams Universal-Bibliothek, Band 690: Belletristik). Reclam, Leipzig 1978 DNB 780337158.[5]
- Dietmar Korzeniewski (Hrsg. / Übers.): Hirtengedichte aus neronischer Zeit (= Texte zur Forschung. Bd. 1). WBG, Darmstadt 1971, ISBN 3-534-04627-7
- Dietmar Korzeniewski (Hrsg. / Übers.): Hirtengedichte aus spätrömischer und karolingischer Zeit (Texte zur Forschung 26). Darmstadt: WBG 1976 (XIV, 148 S.). ISBN 3-534-06829-7